# Barbodes resimus
Barbodes resimus е вид лъчеперка от семейство Шаранови (Cyprinidae). Видът е критично застрашен от изчезване.